# 双林镇 (分宜县)
双林镇，是中国江西省新余市分宜县所辖的一个镇。

## 行政区划
现辖：
双林社区、双林村、集贤村、宋家村、姜源村、秆坑村、中村、建设村、白水村、大姜村、黄家村、青竹村、瓦屋村、下院村和麻田村。